# Грибаново (Нижегородская область)
Грибаново — село в Сергачском районе Нижегородской области.
Село располагается несколько обособленно от линии других крупных татарских сел Сергачского района, расположенных вдоль реки Пьяна: Камкино, Яново, Шубино, Кочко-Пожарки.

## История села
Название села Грибаново происходит от слова «грива»-бугор, поскольку татарское селение располагалось на пригорке между двумя рукавами речки Полексам. Селение входило в состав Пьянского стана Алатырского уезда, хотя располагалось за речкой Пицей, служившей границей между Арзамасским и Алатырским уездами. Широкий размах здесь получил медвежий промысел. В 1860 годы из Грибаново выходило 70 медвежатников. В XVIII веке земли Грибаново принадлежали служилым татарам. У деревенских жителей было 2066 десятин пашенной земли, где они занимались пчеловодством, животноводством, земледелием. Известно, что в 1790 году здесь было 115 домохозяев (357 мужчин и 271 женщина). Грибаново считалось самой крупной среди татарских деревень. В послевоенные годы жители деревни собирались в домах и читали намазы. В 1991 году в Грибаново открывается мечеть. Сейчас в селе Грибаново построена новая мечеть, новый ФАП с новым медицинским оборудованием, во дворе установлены беседка, лавочки, столики для отдыха, в роли мецената выступил уроженец с. Грибаново Раис Ахметович Гафуров. Также отремонтирован и обновлен сельский клуб, завершается грандиозное строительство еще одной мечети «Бергэлек».
«Изге каберлекляр»(Святые захоронения)  — по преданиям, сохранившимся среди жителей села Грибаново, тут были похоронены воины татарского хана Арапши, погибшие в знаменитом Пьянском побоище в 1377 году. Хотя и была полная победа войска царевича Арапши, но при этом было много убитых и среди татар.

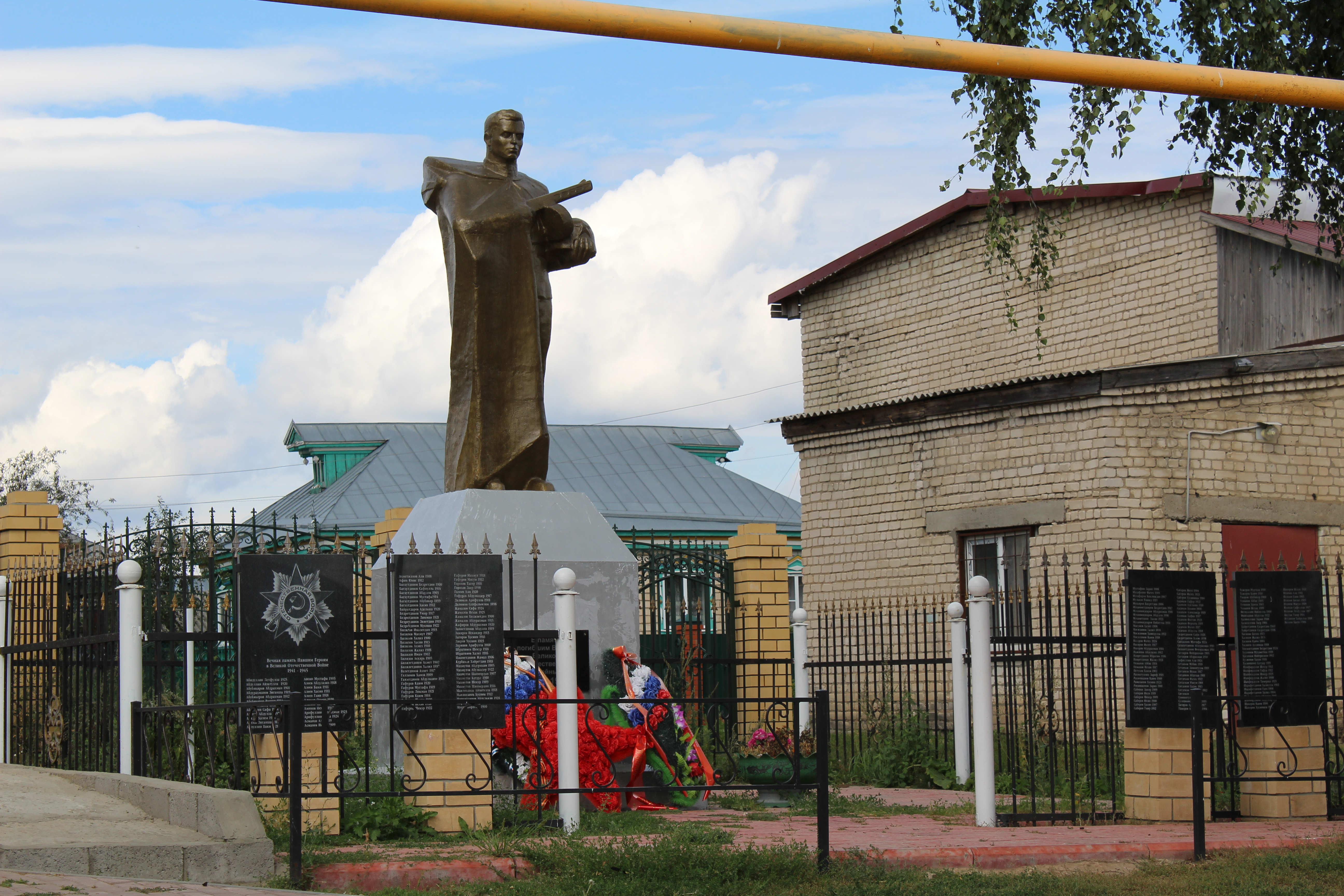

## Население
| 2002 | 2010 |
| ---- | ---- |
| 485  | ↘335 |